# William Bent
William Wells Bent (Saint Louis, 23 maggio 1809 – Kansas City, 19 maggio 1869) è stato un commerciante di frontiera e allevatore nell'ovest americano, con forti in Colorado.
Agì anche come mediatore tra la nazione Cheyenne, altre tribù di nativi americani e gli Stati Uniti in espansione. Con i suoi fratelli, fondò un'attività commerciale lungo il Santa Fe Trail. Nei primi anni 1830 costruì un forte di mattoni, chiamato Bent's Fort, lungo il fiume Arkansas nell'attuale Colorado, dove venivano scambiati, dai viaggiatori, pellicce, cavalli e altri beni con cibo e altri beni per la casa lungo il sentiero di Santa Fe, tra cacciatori di pellicce e persone locali messicane e nativi americani. Bent negoziò una pace tra le numerose tribù delle pianure a nord e a sud del fiume Arkansas, nonché tra i nativi americani e il governo degli Stati Uniti.
Nel 1835 sposò Donna Gufo, la figlia di Tuono Bianco, un capo Cheyenne e uomo di medicina. Insieme ebbero quattro figli. Bent fu accettato nella tribù Cheyenne e divenne un sottocapo. Nel 1840, secondo l'usanza Cheyenne per gli uomini di successo, Bent prese le sorelle di Donna Gufo, Donna Aquila e Isola, come mogli secondarie. Ebbe il suo quinto figlio con Donna Aquila. Dopo la morte di Donna Gufo, nel 1847, Isola si prese cura dei suoi figli. Le due sorelle lasciarono Bent ed egli, nel 1869, sposò la giovane Adaline Harvey, la figlia istruita di razza mista di Alexander Harvey, un amico che era un importante commerciante di pellicce americano a Kansas City. Bent morì poco dopo il matrimonio e Adaline diede alla luce la loro figlia, il suo sesto figlio, dopo la sua morte.

## Biografia
William Wells Bent era nato a Saint Louis, figlio di Silas Bent e di sua moglie, Martha (nata Kerr) Bent. Suo padre fu poi nominato giudice della Corte Suprema del Missouri. William era uno degli undici figli dei Bent. I primi tre erano nati a Charleston, l'attuale West Virginia e gli altri nacquero a Saint Louis dopo che la famiglia vi si era trasferita.
Tre dei fratelli di William, George, Charles e Robert, collaborarono con lui nel commercio con i nativi americani in Occidente. Charles era il figlio maggiore, nato nel 1799, e gli altri fratelli erano nati nel 1806 o dopo. Più tardi fu aSanta Fe e poi a Taos. Fu brevemente il primo governatore territoriale del Nuovo Messico.

## Impero commerciale di Bent
Charles, George, Robert e William Bent collaborarono nel commercio di pellicce con Ceran St. Vrain, anche lui originario di Saint Louis. La città aveva diverse importanti famiglie di commercianti di pellicce. Lasciarono il Missouri intorno al 1826 per esplorare quello che oggi è il Colorado meridionale lungo il fiume Arkansas superiore per catturare pellicce e avviare un'attività commerciale. Nel giro di un paio d'anni, i Bents e St. Vrain avevano costruito due palizzate, una vicino all'attuale città di Pueblo, in Colorado, e l'altra alla foce del fiume Purgatoire, sul lato settentrionale del fiume Arkansas. Lo storico Grinnell suggerì che William Bent avesse già intrappolato animali da pelliccia prima che fosse costruita la prima palizzata. St. Vrain e suo fratello maggiore, Charles, facevano la spola con Saint Louis, un centro commerciale regionale, per vendere pellicce e tornare con i rifornimenti.
Per avviare la loro impresa commerciale, i fratelli utilizzarono un'eredità del padre, il giudice Silas Bent e reinvestirono i sostanziali profitti della loro impresa per sviluppare la loro attività.

### Il vecchio forte dei Bent

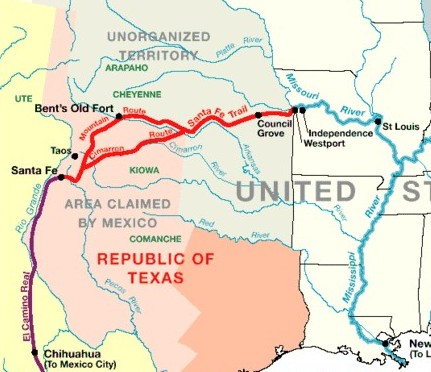
1845 Santa Fe Trail e terre tribali native

Intorno al 1832, anche se forse fino al 1834, i soci costruirono una stazione commerciale permanente chiamata Bent's Fort. L'elaborata costruzione in adobe poteva ospitare 200 persone, ed era stata costruita sulla "Mountain Route" settentrionale del Santa Fe Trail, allora aperta al commercio. I partner scelsero questo luogo dopo aver discusso con i Cheyenne; era vicino a La Junta, terra occupata dalle tribù Cheyenne e Arapaho. Divenne un importante centro di commerci, principalmente di pellicce ma anche di numerosi altri beni, tra cui cavalli e muli. Era l'unica installazione fortificata di proprietà privata nell'ovest. 
William e Charles gestivano il forte in collaborazione con Ceran St Vrain, un commerciante di pellicce che aveva già stabilito importanti contatti commerciali nel Nuovo Messico.  A volte indicato come Fort William, si trovava "nel posto perfetto al momento perfetto" per qualcuno che cercava di fare soldi con il commercio. Ad esempio, i Bent acquistavano un gallone di brandy a Saint Louis per 2 $ e lo vendevano al forte per 25 $.
La storica Anne Hyde ha datato il momento in cui il capo Cheyenne Tuono Bianco realizzò un interesse comune con Bent. Nel novembre 1833 parlarono tra loro mentre una pioggia di meteoriti illuminava il cielo sopra le pianure. Molti Cheyenne credevano che l'evento celeste fosse un segnale della fine del mondo; fu successivamente chiamata "la notte in cui caddero le stelle". Tuono Bianco lo vedeva come un nuovo inizio. Cercò una tregua con i Pawnee e la restituzione delle quattro sacre frecce che avevano catturato in una battaglia con i Cheyenne all'inizio di quell'anno. Per raggiungere questo obiettivo, Tuono Bianco fece una visita da solo e disarmato al villaggio dei Pawnee per cercare la pace e tornò con due delle frecce e un accordo.
Tuono Bianco organizzò anche un'alleanza coniugale formale tra Bent e sua figlia Donna Gufo. Credeva che i loro figli avrebbero rappresentato un altro elemento del nuovo inizio, di pace per i Cheyenne e la regione. A questo punto Bent aveva imparato la lingua dei Cheyenne, ed era conosciuto come Piccolo Uomo Bianco dalle tribù native. Quando i Bent incontrarono per la prima volta i Cheyenne, gli indiani diedero loro dei nomi nella lingua Cheyenne. Il rispetto dei fratelli Bent per i protocolli Cheyenne durante l'occasione conviviale creò una base di relazione per il futuro sviluppo del forte e del commercio.

### Vita a Bent's Old Fort

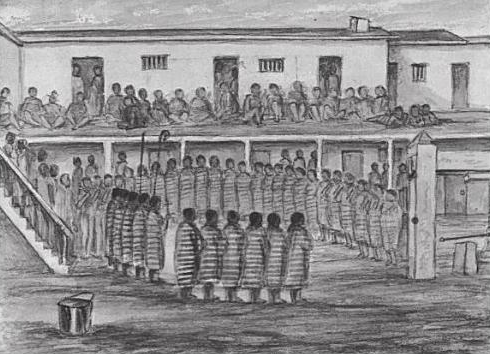
Bent's Fort nel 1848

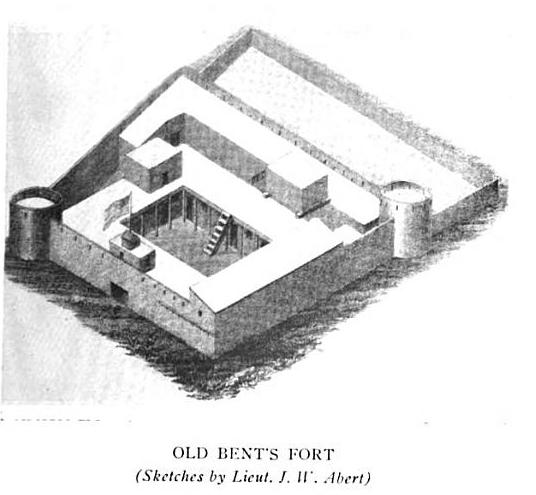
Old Bent's Fort, schizzo del tenente James Abert, pubblicato nel 1914

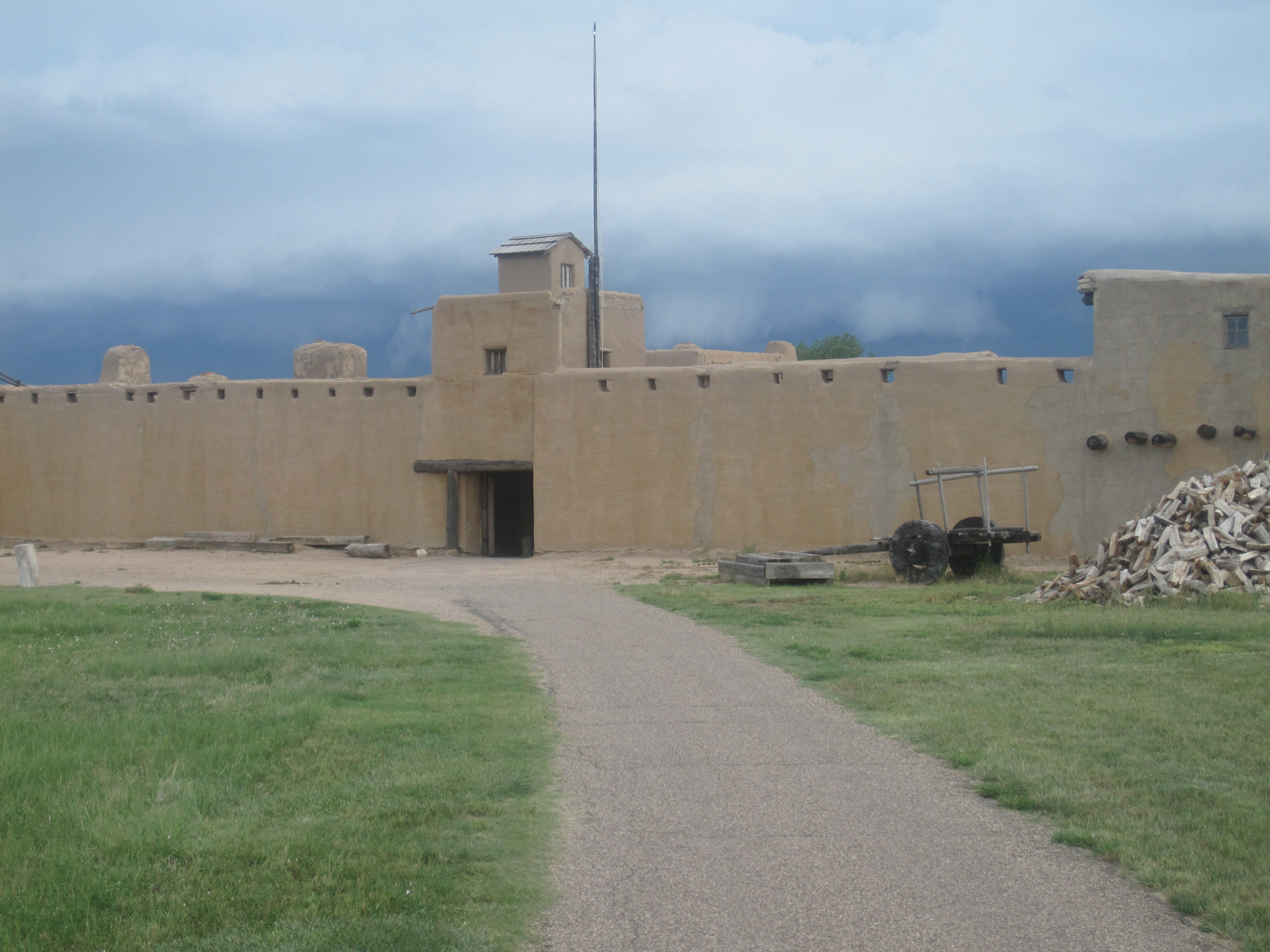
Una vista dall'esterno di Bent's Old Fort (ricostruzione)

Il forte, e l'area immediatamente al di fuori di esso, comprendevano un centro multiculturale e multilingue con abitanti permanenti di molte nazioni e visitatori. Anche le tribù native della zona, come Sioux, Apache e Kiowa, oltre a Comanche e Cheyenne, stabilirono accampamenti temporanei fuori dal forte. Era il fulcro di un'area commerciale che comprendeva un raggio di 800 km. Era anche una tappa ogni anno per centinaia di carri di europei americani che percorrevano il sentiero di Santa Fe.
Bent gestiva il commercio da e verso il forte: forniva una zona sicura e una fornitura di merci, oltre a spedire abiti di pelle di bufalo a Saint Louis per la vendita. Ben 20.000 nativi americani si accampavano vicino al forte in autunno per il commercio stagionale.
I viaggiatori europei-americani a volte rimanevano fino a tre settimane al forte prima di riprendere i loro viaggi. Dall'autunno alla primavera, il forte era occupato da persone che venivano per commerciare e viaggiatori che riposavano e si rifornivano di provviste. I Bent avevano fino a 100 dipendenti, a seconda della stagione, che avevano una varietà di competenze: impiegati, guardie, commercianti, carrettieri, cacciatori di pelli, sarti, fabbri, falegnami e pastori. Le carovane portavano merci per commerciare con le tribù di nativi americani della regione.
Il forte era solitamente relativamente vuoto durante i mesi estivi. Durante quel periodo, Bent faceva spesso il viaggio di andata e ritorno di sei mesi sugli 800 km del sentiero da e per Westport, Missouri (l'attuale Kansas City) per commerciare le pellicce e le merci raccolte durante l'inverno precedente e acquistava beni per ricostituire le scorte del forte per la prossima stagione di caccia. Westport era un capolinea ideale per il commercio dei Bent. Situato sul fiume Missouri, era un porto per i battelli a vapore che trasportavano merci verso est fino a Saint Louis. A volte cinque o sei battelli a vapore, contemporaneamente, scaricavano merci per il commercio di Santa Fe; carne di bufalo essiccata, mantelli e pellicce di bufalo venivano caricati sulle barche per il ritorno a est. Westport fu una città in pieno boom fino a quando un'epidemia di colera, a metà degli anni 1840, ridusse la popolazione del 50%. Nel 1853 Westport fu ribattezzata Kansas City. Mentre Bent e i carri per il trasporto erano via, il forte disponeva di una forza lavoro ridotta di pastori, impiegati, commercianti e lavoratori per nativi americani e viaggiatori.
William e Charles Bent avevano portato tre schiavi da Saint Louis a lavorare nelle loro famiglie: i fratelli Andrew e Dick Green, e la moglie di Dick, Charlotte, che era la cuoca. Nel 1848 Charlotte Green si descrisse a George Ruxton come "l'unica donna in tutto il maledetto paese indiano". La sua cucina le valse un'ottima reputazione tra i commercianti di pellicce e i viaggiatori. Una persona la definì una "divinità culinaria". A Bent's Fort si tenevano regolarmente feste da ballo; il colonnello Henry Inman descrisse Charlotte come "il centro dell'attenzione, la bella della serata. Conosceva il suo valore e ballava di conseguenza."
Nel 1846 Bent ricevette il titolo di "colonnello" dall'esercito degli Stati Uniti  dopo aver fornito truppe statunitensi e averle guidate nel Nuovo Messico durante la guerra messico-statunitense. George e William Bent liberarono Dick Green per i suoi sforzi eroici in una rivolta indiana nel 1847 a Taos, durante la quale suo fratello Charles fu ucciso. Green era andato a nord con i soldati americani per difendere la casa di Bent a Taos. Condusse coraggiosamente una scaramuccia contro un gruppo di Taos Pueblo e altri guerrieri. Green venne gravemente ferito ma sopravvisse a un viaggio di ritorno a Bent's Fort, permettendo anche a Charlotte Green di partire con suo marito, dato che i Bent le diedero una libertà informale.

### Il nuovo forte dei Bent

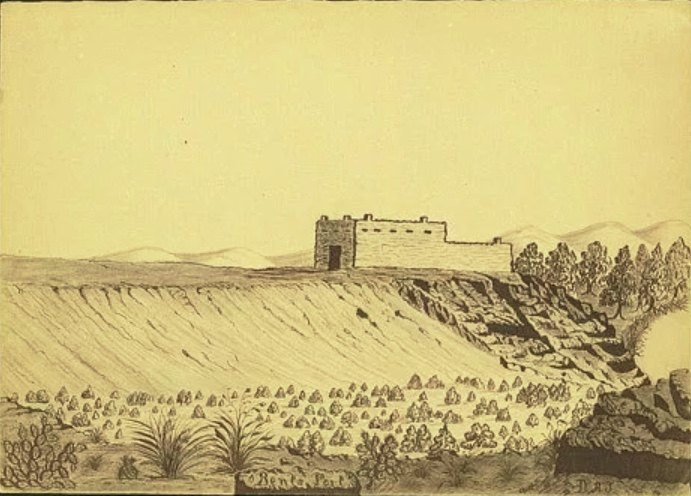
Daniel Jenks si recò nel territorio del Colorado nel 1859 alla ricerca dell'oro. Mentre era lì, realizzò questo schizzo del New Fort di Bent, che è una delle prime immagini conosciute del forte". Foto per gentile concessione Library of Congress, Prints and Photographs Dept.

A causa della diminuzione della domanda di pellicce gli affari al forte ebbero un notevole calo. Un'epidemia di colera, nel 1849 tra i Cheyenne, tolse la vita a metà della tribù, inclusa Donna Alta, la suocera di Bent.
Bent voleva costruire un nuovo forte più vicino a Big Timbers, vicino ai terreni invernali di molte tribù. Incapace di concordare un prezzo di vendita per il vecchio forte, dopo aver rimosso il suo inventario di beni, fece saltare in aria e diede fuoco al vecchio forte. Nel 1853 fondò un forte in pietra nella zona di Big Timbers. Sei anni dopo, il governo degli Stati Uniti acquistò il nuovo "Bent's Fort", lo ribattezzò Fort Wise e lo rimodellò per uso militare.

### Altri forti
Bent, Vrain &amp; Company avevano altri forti, tra cui:
- Fort Saint Vrain (chiamato anche Fort George), costruito intorno al 1837 vicino all'odierna Greeley alla confluenza del fiume South Platte e del St. Vrain Creek. Era il centro del commercio con i Sioux, gli Arapaho e i Cheyenne del Nord. Da questo punto, posta e pacchi venivano trasportati a sud a Taos.
- Adobe Walls, costruito nel 1848 per il commercio con Comanche, Kiowa e Apache delle praterie. Questo fu il luogo, nel 1864, della più grande battaglia di Kit Carson.

### Fattoria di Kansas City
Il 6 aprile 1858 Bent acquistò una fattoria con una piccola casa di mattoni in 1032 West 55th Street a Kansas City, Missouri. Mentre generalmente viveva nella sua casa nel Missouri, nel 1859 divenne un agente dei Cheyenne e degli Arapaho a Big Timbers. A quel tempo continuò la sua attività commerciale per i nuovi coloni attirati dalla corsa all'oro del Colorado. Trasportava anche merci per il governo degli Stati Uniti, cosa che gli dava un buon profitto.
Durante la guerra civile americana, la fattoria di Bent fu teatro della battaglia di Westport nel 1864. Nel 1871, due anni dopo la morte di Bent, Adaline vendette la fattoria di Westport a Seth Ward, un ricco uomo d'affari.

## Matrimoni e famiglia

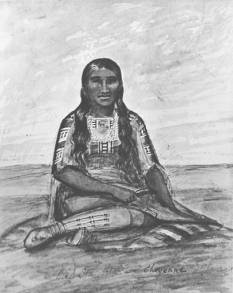
Donna Gufo, principessa Cheyenne (Mis-stan-stur). Disegno del tenente James Abert.

Nel 1835 Bent sposò Donna Gufo (Mis-stan-stur), la figlia maggiore di Tuono Bianco e Donna Alta, in una cerimonia Cheyenne. Suo padre era un influente capo Cheyenne e uomo di medicina. Era il "custode delle frecce" della tribù, quattro frecce ritenute avere un ruolo sacro o medicinale. Il prestigio della sua posizione di uomo di medicina significava che anche le sue figlie avevano uno status elevato.
Donna Gufo. Come parte del rituale del matrimonio, Donna Gufo fu portata in una casa costruita per loro nel villaggio di Cheyenne vicino al forte, mentre Bent dispensava numerosi doni alla sua gente. Bent in seguito divenne un "sottocapo Cheyenne", poiché gli fu data l'appartenenza alla tribù con il suo matrimonio con Donna Gufo.
Il matrimonio fu importante sia per Bent che per il padre di Donna Gufo, Tuono Bianco. Per Bent, il matrimonio rafforzò la sua relazione con i Cheyenne. Tuono Bianco credeva che il matrimonio avrebbe rafforzato la sua alleanza con Bent e fornito protezione ai Cheyenne. A livello personale, accrebbe il suo prestigio all'interno della tribù.
Donna Gufo e Bent ebbero i seguenti figli, chiamati in inglese e lingua cheyenne:
- Mary, che prese il nome dalla sorella prediletta di Bent, nacque il 22 gennaio 1838. Il suo nome Cheyenne era Ho-ka.
- Robert, dal nome del fratello minore di Bent, nacque intorno al 1840-1841. Il suo nome Cheyenne era Octavi-wee-suo.
- George, nacque il 7 luglio 1843 e prese il nome del fratello di Bent. Era anche chiamato Ho-my-ike.
- Julia o Um-ah nacque nel 1847. Venne chiamata in inglese con il nome della sorella maggiore di Bent,[44] e sposò il mercante, allevatore e interprete franco-Cheyenne Edmund Guerrier.

Come uomo di successo, Bent seguì l'usanza Cheyenne e nel 1844 prese le due sorelle minori di Donna Gufo, Donna Gialla e Isola, come mogli secondarie. Ebbe un altro figlio da Donna Gialla:
- Charles (Charley) nacque nel 1845. Il suo nome Cheyenne era Pe-ki-ree, che significa Cappello Bianco.[37][45]

Donna Gufo morì nel 1847 o più tardi. Nei sei anni successivi, la vita della famiglia cambiò radicalmente. Nel 1849 un'epidemia di colera colpì la tribù Cheyenne, uccidendo fino alla metà delle persone, inclusa la nonna materna dei bambini, Donna Alta. Dopo questo, Bent distrusse il suo vecchio forte e ne costruì uno nuovo in pietra a Big Timbers.
Isola divenne la badante principale dei figli di Donna Gufo, ma non voleva rimanere nel nuovo forte di pietra dei Bent, né voleva che i bambini rimanessero lì. Nel febbraio 1854 fece trasferire la sua casa appena fuori dal nuovo forte. Quell'inverno, il figlio maggiore di William, George, all'età di 11 anni, fu mandato a Kansas City per frequentare un collegio episcopale. Negli anni seguenti fu separato dalla famiglia per gran parte del tempo per poter frequentare la scuola. Isola in seguito lasciò Bent per Joe Baraldo.
Nel 1864 anche Donna Gialla lasciò Bent. Se ne andò con il figlio Charley Bent, allora 19enne, che si unì ai Soldati Cane. Questo gruppo di guerrieri si era costituito per vendicarsi per il massacro di Sand Creek di quell'anno, quando le forze statunitensi avevano attaccato e ucciso numerosi Cheyenne.
Adaline Harvey. Dopo che Donna Gialla e Isola lo avevano lasciato, Bent sposò Adaline Harvey, la figlia ventenne di razza mista del suo amico Alexander Harvey, un commerciante di pellicce con sede a Kansas City. Aveva allora 60 anni. Si sposarono il 4 aprile 1869 nella Contea di Jackson, Missouri. Harvey commerciava nella regione dell'Alto Missouri; la sua azienda si chiamava Harvey, Primeau & Company.
Quando il figlio George incontrò la nuova moglie di suo padre, riconobbe che Adaline Harvey era stata una studentessa della sua scuola; lei aveva cinque anni meno di lui. Entrambi erano stati assegnati a Robert Campbell come tutore mentre erano in collegio.
Il matrimonio fu breve, poiché William morì nello stesso anno. Incinta alla sua morte, Adaline Harvey Bent avrebbe avuto una figlia. Adaline Bent ereditò la proprietà del marito a Kansas City nel 1869 e la vendette nel 1871.

### Vita familiare a Bent's Fort
La vita al forte, chiamato il "castello di fango delle pianure", rifletteva l'eredità sia di Donna Gufo che di Bent. I vestiti dei bambini erano costituiti da camicie di lino e mocassini in morbida pelle. Mangiavano in stoviglie di fine porcellana e, secondo l'usanza Cheyenne, dormivano per terra su morbide pelli. L'arredamento e gli articoli per la casa includevano articoli provenienti dagli Stati Uniti, dal Messico e dalle nazioni d'oltremare. I bambini gustavano la torta di zucca e le frittelle preparate da Charlotte Green, una cuoca ridotta in schiavitù il cui marito era anche trattenuto dai Bent. Chipita, la moglie franco-messicana di un lavoratore di Bent, preparava caramelle per i bambini, svolgeva i servizi domestici e di lavanderia al forte.
La madre di Donna Gufo, Donna Alta, insegnò ai bambini a essere rispettosi e cortesi con i loro anziani. Insegnava la disciplina con sguardi severi e agitando le dita. Nel loro ambiente multiculturale, i bambini impararono a parlare molte lingue; George imparò a parlare cheyenne, inglese, spagnolo, comanche, kiowa e arapaho. I ragazzi impararono a cavalcare senza sella, a cacciare e ad essere guerrieri. Le ragazze impararono i lavori di casa, a valutare la secchezza del legno per la raccolta, a riconoscere le varietà di bacche e altre piante e i loro usi. Alle ragazze venne insegnato a essere delle padrone di casa gentili e generose.

### Disposizioni abitative

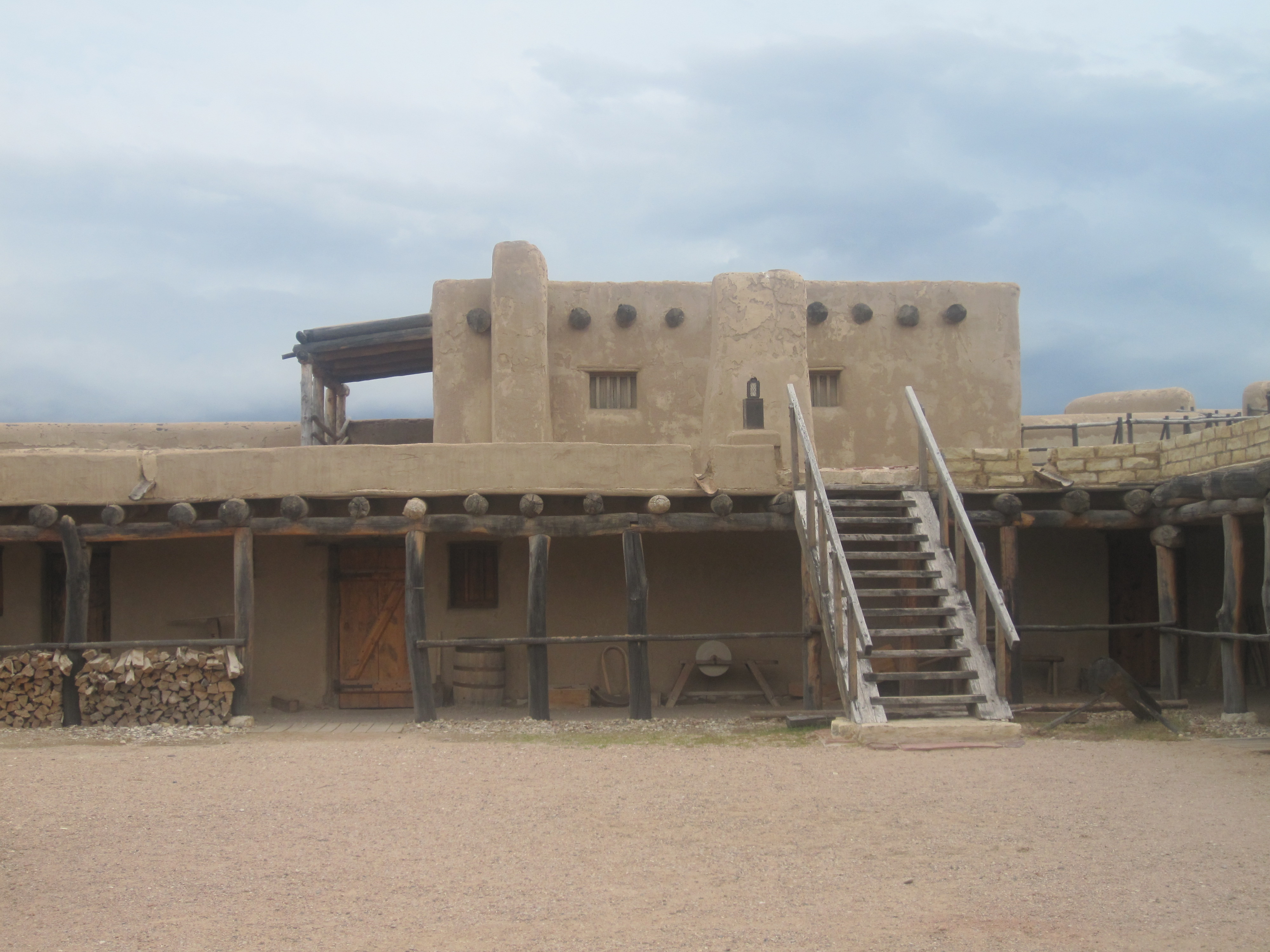
Una vista all'interno di Bent's Old Fort (ricostruzione)

William e sua moglie Donna Gufo avevano diverse case. Il luogo in cui vivevano dipendeva dalla stagione, che influenzava sia i viaggi di William che i movimenti stagionali dei Cheyenne.
- Bent's Fort – Quando la famiglia era al forte, Donna Gufo preferiva rimanere nella sua casa nel villaggio Cheyenne. La sua stanza al forte era buia, rumorosa e puzzolente, poiché era vicina alla bottega del fabbro e al cortile dove pascolavano i cavalli e gli animali da soma.[58]
- Villaggio Cheyenne – Donna Gufo soggiornava nella casa vicino al forte. Costruita per la coppia in occasione del loro matrimonio e situata nel villaggio Cheyenne, era tranquilla e ben illuminata. Conteneva gli oggetti sacri, religiosi e domestici della sua cultura.[58] Mentre Donna Gufo era viva, Bent in genere lasciava il forte ad aprile per il viaggio di andata e ritorno in treno per i rifornimenti di sei mesi verso il Missouri.[59] Durante i mesi estivi, andava avanti e indietro tra il forte e il vicino villaggio Cheyenne per vedere sua moglie e i suoi figli. Entro l'autunno, la famiglia viveva all'interno del forte.[60]
- Big Timbers - Stagionalmente i Cheyenne si spostavano di 54 km lungo il fiume Arkansas[61] fino a Big Timbers, dove soggiornavano durante la stagione di caccia d'inverno.[62] Durante la visita invernale dei Cheyenne a Big Timbers, Bent accompagnava la sua famiglia con merci da scambiare.[57] A Big Timbers viveva con la sua famiglia secondo l'usanza Cheyenne.[63]

## Relazioni e trattative con i nativi americani

### Sfondo
Negli anni '20 dell'Ottocento, l'area delle pianure centrali fu soggetta a disordini politici ed economici derivanti dalla guerra d'indipendenza messicana. Il fiume Arkansas delineava il confine, con il Messico a sud e gli Stati Uniti a nord. Il popolo cercava nuove opportunità per alleanze commerciali, in parte per sostituire quelle che avevano coinvolto i governatori spagnoli ormai deposti. I coloni e le forze militari degli Stati Uniti iniziarono ad arrivare nell'area mentre le persone esploravano l'ovest.
Anche le tribù dei nativi americani delle pianure centrali e meridionali stavano definendo o ridefinendo i loro territori. Le tribù si trasferivano in nuove terre all'interno delle pianure per vari motivi: perché sfollate nella loro terra precedente, per dispute interne che li avevano indotti a trasferirsi, per cercare migliori terreni di caccia o raccolta o una terra che sostenesse il loro modo di vivere. I Comanche, Kiowa, Cheyenne e Arapaho erano tra le tribù in competizione. I Cheyenne probabilmente si trasferirono nelle pianure nel XVII e XVIII secolo dal Minnesota. Entro la metà del 1800, vivevano con gli Arapaho a nord del fiume Arkansas vicino al sito successivamente sviluppato come Bent's Fort in Colorado.
I Comanche si spostarono nelle praterie delle pianure meridionali per una vita migliore, ma gareggiavano per risorse e territorio con altre tribù. In un accordo raggiunto con i Cheyenne, "La Grande Pace del 1840", decisero di rimanere a sud del fiume Arkansas mentre i Cheyenne e gli Arapaho erano insediati a nord del fiume.

### Negoziati

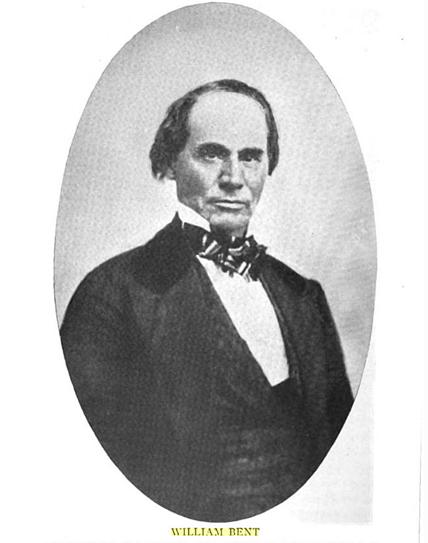
William Bent (1809–1869)

Le tribù di lunga data e quelle di recente insediamento avevano opinioni diverse sui commercianti, il che esacerbava le rivalità tra di esse. Nel 1833 Tuono Bianco guidò i Cheyenne in una rissa con i Pawnee; il suo popolo perse molti guerrieri e i Pawnee catturarono le quattro sacre frecce. Di conseguenza, Tuono Bianco e la sua tribù persero molto rispetto.
Durante la metà degli anni 1830, i Cheyenne e gli Arapaho erano diventati ansiosi di lavorare con le carovane commerciali in arrivo, e in particolare quelle associate a Bent. Vedevano le carovane commerciali come un'opportunità di arricchimento piuttosto che come una minaccia. I Cheyenne prediligevano Bent perché era intervenuto per proteggerli dai predoni Comanche.
Bent lavorò per negoziare una risoluzione delle controversie intertribali e per porre fine alle loro incursioni contro coloni e commercianti. Sebbene la tregua fosse difficile, rafforzò la sua posizione. La storica Anne Hyde ha descritto la situazione come simile a quella della California settentrionale, come una "comunità negoziata... Solo la costante rinegoziazione e la creazione consapevole di comunità attraverso i legami familiari, la diplomazia, la guerra e la cena la fecero funzionare in modo sorprendentemente stabile."
Al contrario, i Comanche avevano resistito ai commercianti e ad altre incursioni. Per molti anni avevano protetto il loro territorio a sud del fiume Arkansas contro quasi tutti coloro che tentavano di trasferirvisi. Avevano costruito il loro potere con una profonda conoscenza del loro territorio, con accorti accordi commerciali e con la loro volontà di razziare coloro che minacciavano o violavano gli accordi. La loro presa sul territorio a sud del fiume era uno dei motivi per cui Bent's Fort era stato costruito a nord. Sebbene i Comanche avessero continuato ad affermare il loro potere dopo l'indipendenza del Messico, l'afflusso di tribù sfollate, la spinta verso ovest dei coloni europeo-americani e lo sviluppo del Santa Fe Trail generarono nuovi conflitti. Raid e battaglie provocarono molte vittime. I Comanche fecero irruzione nel forte e nei suoi dintorni a nord del fiume, nel 1839, provocando un'incursione di rappresaglia dei Cheyenne.

#### Grande pace del 1840, trattative intertribali
L'ambiente commerciale migliorò dopo il 1840, quando Bent's Fort divenne il luogo di una tregua tra le tribù Comanche, Apache e Kiowa del nord e Cheyenne e Arapaho del sud. Hyde lo descrive come una "rete di enorme importanza". Le tribù negoziarono una pace per diverse settimane durante l'estate del 1840.
Bent ospitò i vari accampamenti e le loro celebrazioni.
George Ruxton descrisse nel 1848 come veniva utilizzata la sala del consiglio del forte: "I capi dello Shain [sic], Kioway e Araphó siedono in un solenne conclave con i capi mercanti e fumano il calumet sulle loro lamentele reali e immaginarie".

#### Trattato del 1861
Black Kettle, capo dei Cheyenne meridionali, voleva la pace con gli Stati Uniti. Lui e altri capi firmarono un trattato nel 1861 che portò le sue tribù ad essere assegnate a una riserva lungo Sand Creek, sebbene l'area fosse quasi priva di selvaggina e i coloni bianchi continuassero a sconfinare nella terra dei Cheyenne. Incapaci di sfamare le loro famiglie, alcuni Cheyenne chiesero cibo ai coloni; altri tornarono in vecchi terreni di caccia. Altri ancora fecero irruzione tra i coloni e nelle carovane in cerca di cibo.

### Massacro di Sand Creek
La corsa all'oro di Pike's Peak del 1858 portò a crescenti conflitti. Minatori e coloni americani invasero gradualmente le terre dei Cheyenne fino allo scoppio dei combattimenti nel 1864. Black Kettle chiese a Bent di persuadere gli americani a negoziare la pace e, in breve, sembrò possibile. Ma il governatore John Evans e il colonnello John Chivington (che stava progettando una corsa per l'elezione al Congresso degli Stati Uniti) avevano basato il loro futuro politico sulla fine della minaccia dei nativi americani e avevano ammassato truppe provenienti da Washington Quando Bent, che aveva vissuto tra i Cheyenne per 40 anni e aveva figli per metà Cheyenne, chiese una soluzione pacifica, Chivington gli disse che non era possibile.
Nonostante un apparente accordo di pace, il 28 novembre 1864 Chivington e un esercito di volontari catturarono il figlio di Bent, Robert, e lo costrinsero a guidare i soldati all'accampamento di Cheyenne nella riserva. Le forze americane uccisero e mutilarono tra 200 e 400 Cheyenne nel massacro di Sand Creek. Charles, Julie e George Bent erano tutti all'interno del villaggio di Black Kettle quando Chivington e le sue forze arrivarono.
La maggior parte della banda dei Soldati Cane fu uccisa dalle forze statunitensi nel giugno 1869 nella battaglia di Summit Springs.
George Bent sopravvisse e sposò Magpie, una donna Cheyenne, e ebbe una famiglia. Bilingue, prestò servizio come interprete a partire dal 1865. Si trasferì nella riserva di Cheyenne e Arapaho nel 1870, dove visse il resto della sua vita, e lavorò per l'agente indiano degli Stati Uniti come interprete e assistente. All'inizio del XX secolo, fu una delle principali fonti o informatori per James Mooney e George Bird Grinnell, antropologi che si erano recati in Occidente per studiare i Cheyenne e conoscere la loro storia e cultura. Sulla base delle sue lettere a George E. Hyde, questi scrisse la sua biografia, che non fu pubblicata fino al 1968.

### Trattato del 1865
Il 14 ottobre 1865, gli Arapaho e i Cheyenne della valle dell'Alto Arkansas stipularono un trattato con il governo degli Stati Uniti. I rappresentanti degli Stati Uniti includevano Bent e Kit Carson, che era commissario speciale. Gli Stati Uniti si scusarono con Arapaho e Cheyenne per il massacro di Sand Creek. Alcuni membri della tribù non approvarono il trattato, che li avrebbe limitati a una riserva a sud del fiume Arkansas, anziché nel loro territorio tradizionale a nord, che era più grande.
Come parte del trattato, quattro dei figli di Bent, come Cheyenne, ricevettero ciascuno 640 acri di terra in una riserva a sud del fiume Arkansas, tra Red Creek e Buffalo Creek:
- Mary Bent Moore e i suoi tre figli: Adia Moore, William Bent Moore e George Moore
- Giorgio Bent
- Charles Bent (in seguito fu ucciso dagli esploratori indiani degli Stati Uniti; nel 1869 la maggior parte della banda dei Soldati Cane fu uccisa durante la battaglia di Summit Springs dagli esploratori Pawnee e dalle forze statunitensi.)
- Giulia Bent

Robert Bent ricevette 640 acri a Sulphur Springs, a nord del fiume Arkansas.
William Bent assistette alla negoziazione del trattato con i Kiowa e i Comanche il 18 ottobre 1865.

## Ultimi anni

### Las Animas, ranch del Colorado
Nel 1869, in seguito al suo matrimonio con Adaline Harvey, Bent si trasferì con lei nel suo ranch a Las Animas, in Colorado, sul fiume Purgatoire, a sud del fiume Arkansas. Da lì gestì la sua attività di trasporto merci.

### Morte
Durante un viaggio di rifornimento dal Colorado al Missouri, nel 1869, Bent si fermò a trovare sua figlia Mary e suo genero, R.M. Moore, un giudice. Avevano costruito una casa nel suo ranch a Kansas City. Li contrasse la polmonite, e morì il 19 maggio 1869. Venne sepolto nel cimitero di Las Animas a sud di Las Animas, in Colorado.
Adaline Harvey Bent diede alla luce la loro figlia, dopo la sua morte. Visse la maggior parte della sua vita in Colorado, dove morì il 26 febbraio 1905 al Pueblo Women's Hospital.

## Eredità e onorificenze

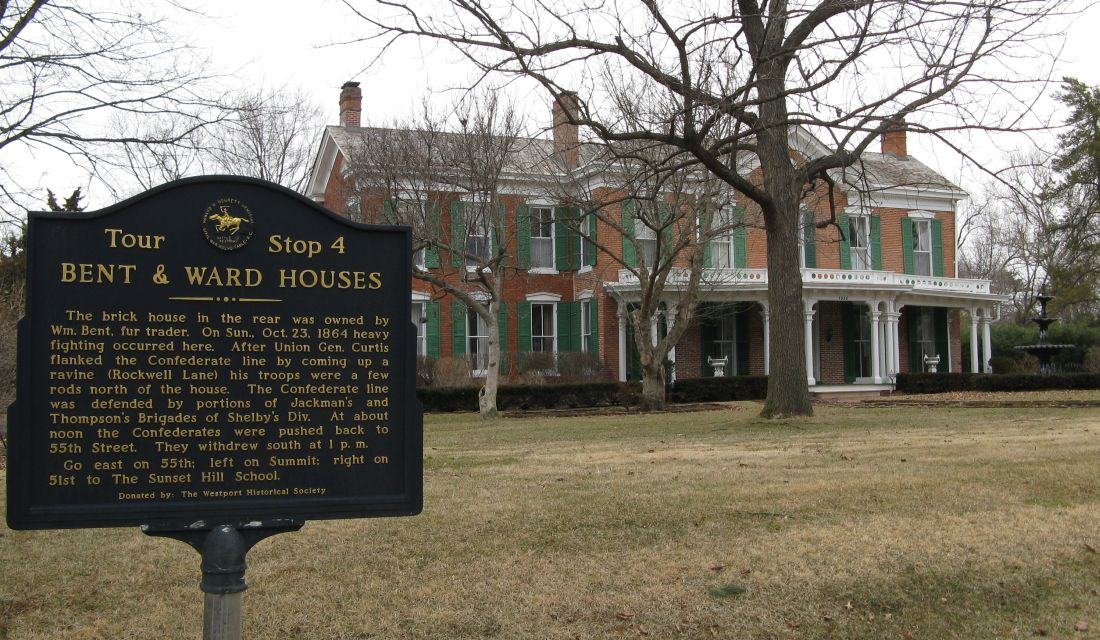
La casa di Seth Ward a Westport, Missouri, in un'ex proprietà di Bent; note storiche "Bent and Ward Houses"

- La casa di William Bent a Westport/Kansas City è stata conservata come annesso dopo che Seth Ward costruì una grande villa in mattoni sulla proprietà. La proprietà (e le case) fanno ora parte del Country Club District di Kansas City. Gran parte del pascolo dell'ex fattoria è stato preso dalla città per creare Loose Park. Nel Novecento entrambe le case furono iscritte al Registro Nazionale dei Luoghi Storici. Il sito è contrassegnato come "Bent and Ward Houses".[33][53]
- Bent's Old Fort è stato ricostruito dal National Park Service negli anni '70 ed è gestito come una destinazione storica, con eventi che ne interpretano la storia.
- Scott Brady, noto per la sua serie televisiva western Syndication Shotgun Slade, ha interpretato William Bent in un episodio del 1957, "The Lone Woman" della serie antologica della CBS, Playhouse 90. Raymond Burr, noto per la sua lunga serie di Perry Mason, ha interpretato Charles Bent nello stesso episodio.
- Ronald Reagan è stato scelto per il ruolo di Bent nell'episodio del 1965, "No Place for a Lady", nella serie antologica sindacata Death Valley Days, che ha anche ospitato. Linda Marsh ha interpretato la storica Susan Shelby Magoffin, la prima donna a percorrere il Santa Fe Trail. Simon Scott ha interpretato il marito di Magoffin, Samuel.[81]